# 畑野幸治
畑野 幸治（はたの こうじ、1983年5月2日 - ）は、日本の実業家、投資家。
株式会社BuySell Technologies（バイセルテクノロジーズ、東証グロース市場、 証券コード：7685）が運営するネット型リユース事業 と、M&Aの仲介事業を行う株式会社fundbook(ファンドブック)の創業者。現在はプリンシパルインベストメント事業を行う株式会社The capitalの代表取締役。

## 略歴
2007年4月　株式会社Micro Solutions設立、代表取締役就任。インターネット広告事業を創業
2011年9月　アイ・マネジメント・ジャパン株式会社（現・株式会社BuySell Technologies）に入社し、同社の発行済全株式を取得。ネット型リユース事業創業
2016年10月　株式会社BuySell Technologies 代表取締役就任
2016年11月　株式会社The capital 代表取締役就任（現任）。プリンシパルインベストメント事業を創業
2017年8月　株式会社fundbook設立、代表取締役就任。テクノロジーを駆使したハイブリッド型のM&A仲介事業を創業
2017年9月　株式会社BuySell Technologiesの全保有株式を株式会社ミダスキャピタルに譲渡。同社の代表取締役辞任
2019年12月　株式会社ぱど（現・株式会社Def consulting、東証グロース市場、 証券コード : 4833）の株式をRIZAPグループと同社の子会社から友好的TOBにより取得（発行済み株式の72.56%）
2020年1月　同社取締役就任。ITと戦略を主体としたコンサルティング事業を創業
2022年5月　同社のフリーペーパー事業を株式会社中広（東証スタンダード市場、 証券コード：2139）に事業譲渡
2024年1月　同社取締役辞任
2024年3月　株式会社fundbook 代表取締役辞任
2024年12月　株式会社fundbookの全保有株式を株式会社チェンジホールディングス（東証プライム市場、 証券コード：3962）に譲渡

## 書籍

### 著書
2017年
- 「M&Aという選択」（2017年11月30日、プレジデント社、ISBN 978-4833422475）

2021年
- 「創業者利益の確保＆会社の持続的な成長を両立『成長戦略型段階的M&A』」（2021年9月1日、幻冬舎、ISBN 978-4344932203）